# Daniela Holtz
Daniela Holtz (* 1977 in Stuttgart) ist eine deutsche Schauspielerin.

## Leben
Daniela Holtz wurde im Stuttgarter Stadtbezirk Bad Cannstatt geboren und wuchs unter anderem in Algerien, Bremen und Bayern auf. Nach dem Abitur am Gymnasium Pegnitz arbeitete sie zunächst als Journalistin, danach studierte sie von 1999 bis 2003 Schauspiel an der Hochschule „Ernst-Busch“ in Berlin. Theaterengagements in Leipzig und Berlin folgten. Für die Kinoleinwand drehte sie u. a. mit den Regisseuren Maren Ade und Marcus H. Rosenmüller; im TV war sie in diversen Serien, z. B. Stolberg, Großstadtrevier, SOKO Wismar, SOKO Köln, Tatort oder KDD – Kriminaldauerdienst zu sehen. In der britischen Fernsehserie Victoria spielte sie die Baronin Louise Lehzen, die Gouvernante, Erzieherin und später Begleiterin der britischen Königin Victoria.
Daniela Holtz arbeitete außerdem als Coach für Schauspiel und Regie sowie als Dozentin an der Hochschule Ernst Busch, und sie absolvierte 2008/2009 eine Ausbildung zur Drehbuchautorin an der Autorenschule Hamburg Berlin. Seit 2017 ist sie Professorin für das Fach Praktische Theaterarbeit an der Folkwang Universität der Künste.

## Filmografie (Auswahl)
- 2003: Der Wald vor lauter Bäumen (Regie: Maren Ade)
- 2007: Der Verdacht (Kurzfilm; Regie: Felix Hassenfratz)
- 2008: Tatort – Der Kormorankrieg (Regie: Jürgen Bretzinger)
- 2009: Schwester Ines (Kurzfilm; Regie: Christiane Lilge)
- 2009: Die Entbehrlichen (Regie: Andreas Arnstedt)
- 2009: Tatort – Das Gespenst
- 2010: Folge mir (Regie: Johannes Hammel)
- 2010: Nach Klara (Kurzfilm; Regie: Stefan Butzmühlen)
- 2011: Unten Mitte Kinn (Regie: Nicolas Wackerbarth)
- 2011: Marie Brand und die letzte Fahrt (Regie: Marcus Weiler)
- 2011: Sommer in Orange (Regie: Marcus H. Rosenmüller)
- 2012: Der Alte – Folge 366: Königskinder
- 2013: Eltern (Regie: Robert Thalheim)
- 2014: Spreewaldkrimi – Mörderische Hitze (Fernsehreihe; Regie: Kai Wessel)
- 2014: Hin und weg (Regie: Christian Zübert)
- 2014: Kripo Holstein – Mord und Meer – Vom Winde verweht (Fernsehserie; Regie: Zbynek Cerven)
- 2015: Kommissarin Heller – Querschläger (Fernsehreihe; Regie: Christiane Balthasar)
- 2016: Nur nicht aufregen! (Regie: Thomas Jahn)
- 2016–2019: Victoria (Fernsehserie, 19 Folgen)
- 2017: Letzte Spur Berlin – Existenzkampf (Fernsehserie; Regie: Christoph Stark)
- 2019: In aller Freundschaft – Die jungen Ärzte – Wen wir lieben (Fernsehserie; Regie: Franziska Hörisch)
- 2019: Pelikanblut (Regie: Katrin Gebbe)
- 2021: Der Lehrer – Geil, geil, geil (Fernsehserie; Regie: Peter Gersina)
- 2022: Der Taunuskrimi: Muttertag (Filmreihe)
- 2024: SOKO Köln (Fernsehserie, Folge Ming Pilz)
- 2024: SOKO Leipzig (Fernsehserie, Folge Anna)

## Theater
- 2003: Onkel Wanja (Schauspiel Leipzig; Regie: Markus Dietz)
- 2003: Liebelei (Schauspiel Leipzig; Regie: Enrico Lübbe)
- 2003: Sterne über Mansfeld (Schauspiel Leipzig; Regie: Armin Petras)
- 2004: Ein Volksfeind (Schauspiel Leipzig; Regie: Antoine Uitdehaag)
- 2005: Der Kaufmann von Venedig (Deutsches Theater Berlin; Regie: Tina Manik)
- 2005: Clavigo (Deutsches Theater Berlin; Regie: Martin Pfaff)
- 2006: Die Feuerrote Blume (Maxim-Gorki-Theater Berlin; Kerstin Lenkrad)
- 2006: Trauer muss Elektra tragen (Schaubühne Berlin; Regie: Thomas Ostermeier)
- 2006: Augusta (Schaubühne Berlin; Regie: Rafael Sanchez)
- 2007: Orestes (Schauspielhaus Hamburg; Regie Alexander Krebs)
- 2009: Dies ist kein Liebeslied (Theater unterm Dach, Berlin; Regie: Wenke Hardt)